# Jorge Mas
Jorge Mas Figueroa (La Serena, 18 de diciembre de 1948) es un ingeniero, empresario y dirigente gremial chileno.

## Familia y estudios
Se formó en el Colegio Inglés Católico de su ciudad natal y en la Escuela Naval Arturo Prat de Valparaíso. Una vez terminados sus estudios secundarios, ingresó a la Universidad de Chile, donde alcanzó el título de ingeniero civil de minas.
Casado con María Verónica Álvarez Piraces, es padre de cinco hijos.

## Carrera empresarial y gremial
Es socio fundador de la empresa Ingeniería y Construcción Mas Errazuriz, compañía del área de las obras civiles y montajes, del sector minero, hidroeléctrico e infraestructura.
A mediados de 2012 acompañó como primer vicepresidente a Daniel Hurtado en su postulación a la presidencia de la Cámara Chilena de la Construcción (CChC), responsabilidad que ejerció hasta agosto de 2014, cuando fue elegido presidente de dicho gremio para el periodo 2014-15, siendo reelegido en 2015. Cesó en el cargo el 25 de agosto de 2016 —siendo sucedido por Sergio Torretti— y se mantuvo en la mesa directiva de la CChC ahora como past presidente.